# Vijfsnuit

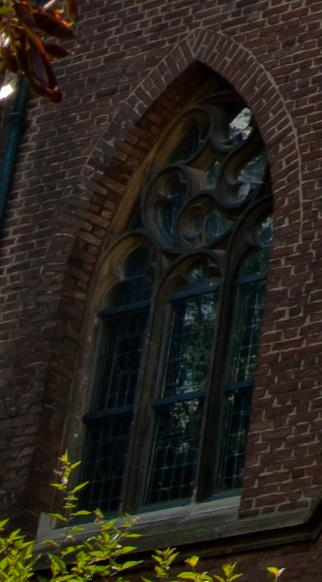
Vijfsnuit in venster Sint-Christoffelkathedraal te Roermond

Een vijfsnuit is in het maaswerk van bijvoorbeeld een venster de combinatie van vijf visblazen in een cirkel. Deze visblazen lijken elkaar te achtervolgen in de cirkel waarin ze zitten. In dit gotische motief zitten in totaal in de visblazen tien toten. In vergelijking met driesnuiten en viersnuiten is het voor een vijfsnuit moeilijker om het motief, bestaande uit visblazen in gebogen druppelvorm, in stand te houden. Daarom bevindt zich in het midden van een vijfsnuit een forse vijfpuntige ster. Door deze vijfpuntige ster met de vijf visblazen gaat de vijfsnuit wat lijken op een roosvenster. Het motief was vooral populair in de flamboyante gotiek.